# Flugplatz Unterschlauersbach

i7
i11
i13
Der Flugplatz Unterschlauersbach war ein Fliegerhorst im mittelfränkischen Landkreis Fürth. Er befand sich auf dem Gebiet der heutigen Gemeinde Großhabersdorf und wurde von der Luftwaffe betrieben.

## Geografie
Der Flugplatz lag 23 km westlich von Nürnberg, mittig zwischen Unterschlauersbach und Großhabersdorf am Flurstück Fronberg im Tal des Neubaches auf einer Höhe von 360 bis 370 m ü. NN. Naturräumlich befand er sich im Rangau, westlich steigt das Gelände zur Frankenhöhe hin auf, nördlich fällt es zum Zenn- und Aischgrund ab und östlich verläuft das Rednitztal.

## Geschichte
Das Fluggelände wurde ab 1934 planmäßig angelegt und diente zunächst hauptsächlich der Ausbildung von Piloten. Die Graspiste hatte eine Länge von etwa 940 m, eine Breite von 30 m und blieb unbefestigt, wurde jedoch mit einer Drainage ausgestattet. In den Folgejahren entstanden etwa 20 Baracken für die Mannschaften und eine Kantine. Später kamen ein Kino, eine Ärztebaracke, Geräte- und Fahrzeugbaracken, Benzinlager, Tankstellen, ein Flugleitstand mit Funk- und Telefonzentrale, Hangars, Bunker, Flakstellungen, Munitionslager und eine Flugwerft hinzu. Die Zufahrtswege wurden befestigt, bei der Stammesmühle ein 65 × 25 m großer Löschwasserteich betoniert und am Bahnhof Großhabersdorf entstanden an der Bibertbahn eigens vier Abstellgleise für die Nachschublogistik.
Die Einrichtungen unter dem Tarnnamen Seidenschal wurden geheim gehalten und sind in den Kartenwerken dieser Epoche nicht verzeichnet worden. Das am Waldrand gelegene Gelände war außerdem aus der Luft schwer auszumachen. Für den Nachtanflug stand eine Befeuerung des Rollfeldes zur Verfügung.
In den letzten Monaten des Zweiten Weltkriegs diente Unterschlauersbach auch als Einsatzflugplatz. Die von Messerschmitt gefertigten Bf 109 Jagdflugzeuge waren dort stationiert. Auch Messerschmitt Me 262 wurden dort eingeflogen und Piloten auf diese Maschinen umgeschult.
Am 5. und 8. April 1945 wurde der Flugplatz im Zuge der alliierten Luftangriffe auf Nürnberg durch amerikanische Bomber getroffen und größtenteils zerstört.

## Heutige Nutzung
Das Gelände wurde unmittelbar nach Kriegsende wieder landwirtschaftlich genutzt. Erhalten geblieben sind, außer den Zufahrtsstraßen, lediglich einige Fundamentstreifen und Bunkerreste. Der ehemalige Löschwasserteich wurde später gefliest und dient heute der Gemeinde Großhabersdorf als Naturbad.